# Camil Petrescu
Camil Petrescu (né le 22 avril 1894 à Bucarest, mort le 14 mai 1957 à Bucarest) est un dramaturge, romancier, philosophe et poète roumain. Il marque la fin de l'ère du roman traditionnel et pose la base du roman roumain moderne.

## Biographie
Camil Petrescu perd ses deux parents en bas âge et est élevé par un parent proche (ou par une bonne d'enfants du quartier des Moșilor).
Petrescu fréquente l'école primaire d'Obor, puis le Collège national Saint-Sava, où il rédige son tout premier poème. D'une extrême pauvreté, il étudie de façon assidue et travaille pour subvenir à ses besoins. Ce n'est qu'à l'âge de 29 ans qu'il entame ses études de philosophie à l'université de Bucarest. Son antisémitisme est sujet à controverse, étant donné qu'il compte parmi ses amis des juifs, comme Mihail Sebastian,,.
En 1916, il est appelé sous les drapeaux et envoyé sur les champs de bataille de la Première Guerre mondiale. Cantonné dans le village de Ciocanu, en première ligne, il est blessé et fait prisonnier par l'Autriche-Hongrie. Libéré en 1918, il décrit ses expériences dans le roman Dernière nuit d'amour, première nuit de guerre. En 1933, il écrit Le Lit de Procuste. Il est enseignant à Timișoara et directeur du Théâtre national de Bucarest. Il devient membre de l'Académie roumaine en 1947.

## Œuvre
- Ultima noapte de dragoste, întâia noapte de război (Dernière nuit d'amour, première nuit de guerre), roman, 1930.
- Patul lui Procust (Le Lit de Procuste), roman, 1933 ; traduit en français par Jean-Louis Courriol sous le titre Madame T., Nîmes, Éd. Jacqueline Chambon, 1990[4].
- Un om între oameni  (1953-1957).
- Doctrina substanței (La Doctrine de la Substance), essai philosophique, 1940.

## Filmographie
- Patul lui Procust (2001)
- Cei care plătesc cu viața (1991)
- Mitică Popescu (1984) (théâtre)
- Iată femeia pe care o iubesc (1981) (TV) (théâtre)
- Ultima noapte de dragoste (1979)